# The Color Wheel
The Color Wheel é um filme independente americano de 2011 dirigido por Alex Ross Perry.